# Octopodiformes
Octopodiformes, nadred mekušaca u razredu glavonožaca kojemu pripadaju dva reda, osmokračnjaci (octopoda) i Vampyromorpha s tek jednim živim predstavnikom, vrstom vampirska lignja (Vampyroteuthis infernalis), koju je još 1903. opisao njemački morski biolog Carl Chun.
Najpoznatiji predstavnici nadreda su hobotnice (Octopodidae) i njima slične mujače (Ocythoidae) koje pripadaju redu octopoda ili osmerokračnjaka. 
U osmerokračnjake još spadaju jedrilci ili nautilusi (Argonautidae) i bobuljci (Tremoctopodidae), dok su bobići (Sepiolidae), sipe (Sepiidae) i lignje (Loliginidae) deseterokračnjaci (Decapodiformes).

## Podjela
- Red Octopoda
  - Podred Cirrata
  - Podred Incirrata
- Red Vampyromorpha
  - Porodica Vampyroteuthidae Thiele in Chun, 1915